# Kim Yeon-su
Kim Yeon-su (* 1970 in Kimch'ŏn, Kyŏngsangbuk-do) ist ein südkoreanischer Schriftsteller.

## Leben
Kim Yeon-su wurde 1970 in Kimch'ŏn, in der Provinz Nord-Kyŏngsang geboren und studierte Anglistik an der Universität Sungkyunkwan.
Seine literarische Tätigkeit begann mit der Veröffentlichung von Gedichten in der Sommerausgabe 1993 der Zeitschrift „Chakka segye“ (Welt der Schriftsteller). 1994 wurde er für seinen Roman Beim Gehen auf die Masken zeigen mit dem Literaturpreis dieser Zeitschrift ausgezeichnet. 2001 erhielt er für Goodbye, Yi Sang den Tongsŏ-Literaturpreis, 2003 für Als ich noch Kind war der Tong-in-Literaturpreis. Bis jetzt veröffentlichte er sechs Romane und eine Essaysammlung mit dem Titel Schriften der Jugend.
Kim Yeon-su erzählte, er sei „als jüngster Sohn eines Bäckers geboren worden und habe mehr Gebäck gegessen, als man in seinem Leben essen kann“, und sagte, Gebäck habe seinen Charakter beeinflusst, wie dieses sei er „rund, sanft und nachgiebig“.
Er war eigentlich eher besonnen und an Naturwissenschaften interessiert, veränderte sich aber durch die Lektüre der Gedichte von Yi Sang, Kim Su-yŏng und Kim Chi-ha.
Der Tag, an dem er den Weg der Literatur einschlug, ist ihm folgendermaßen in Erinnerung: „Als ich mich an der Universität immatrikulierte, wählte ich als Fach Astronomie, aber letztlich studierte ich Anglistik. Im weitesten Sinne gibt es zwischen diesen beiden Fächern keinen Unterschied.“
Die im Zeitalter der Diskontinuität spürbare Unsicherheit scheint Kim Yeon-su in seinem literarischen Schaffen stark beeinflusst zu haben. So schrieb er einst: „Die 80er Jahre waren die Wirklichkeit, die 90er Jahre existierten nur als Schatten.“ In der koreanischen Gesellschaft brauchte man in den 80er Jahren viel Mut, um ein Buch über den Sozialismus zu lesen. Kim Yeon-su ging Ende der 80er Jahre auf die Universität und las viel; in seinem Notizbuch hielt er zahlreiche Gedanken fest, wie beispielsweise zu Karl Marx.
Anfang der 90er Jahre machte er die erschreckende Erfahrung, dass er, anders als früher, im Kabel-TV die Nacht hindurch Musikvideos anschaute und seine Zeit mit Computerspielen vertrieb.
Die Unsicherheit, die von dieser Veränderung herrührte, wurde ein wichtiger Antrieb für sein Schreiben. Kim Yeon-su liebt „die Speisen fremder Regionen, den Griechen Sorbas, alte Bäume, Sternbilder, die man mit bloßem Auge sehen kann, Gedichte aus dem Tang-Reich auf Chinesisch, Sŏgwip'o im Winter, T'ongyŏng im Frühling und Kyŏngju im Sommer“, und er hasst „Telefonate, die Gerüchte verbreiten, Leute, die sagen, dass sie sterben wollen, Trinkgelage, bei denen jemand weint, und sich lange Zeit Gedanken zu machen.“
Seine Aktivitäten u. a. als Dichter, Schriftsteller, Popmusikkritiker und Journalist zeigen sein breit gefächertes Interesse. Letzteres beweist sich auch in seinen Werken, die von Popsongs, Filmen, Comics bis hin zu Gedichten reichen. Seine Stärke liegt darin, sich auf die Suche zu begeben, zu lernen und schließlich Romane zu schreiben.
2004 reiste er zum Beispiel ins chinesische Yanbian, um einen Roman zu schreiben. Dort lernte er die chinesische Sprache und suchte Material für seinen Roman. Vor kurzem begann er einen Fortsetzungsroman, der die Geschichte von Koreanern in der Mandschurei der 1920er und 1930er Jahre und den chinesischen Soldaten der Volksbefreiungsarmee, die alle am Koreakrieg beteiligt waren, erzählt.

## Arbeiten

### Erzählbände
- Zwanzig Jahre alt (Sŭmu sal, Munhakdongne, 2000) ISBN 978-89-8281-269-9
- Als ich noch Kind war (Nae-ga ajik aiyŏssŭl ttae, Munhakdongne, 2002) ISBN 978-89-8281-593-5
- Ich bin ein Phantomschriftsteller (Na-nŭn yurŏng chakka imnida, Changbi, 2005) ISBN 978-89-364-3685-8

### Romane
- Beim Gehen auf die Masken zeigen (Kamyŏn-ŭl karik'imyŏ kŏdki, Segyesa, 1994) ISBN 978-89-338-0052-2
- Bundesstraße Nr. 7 (7-bŏn kukdo, Munhakdongne, 1997) ISBN 978-89-8281-086-2
- Goodbye, Lee Sang (Kkutppai Yi Sang, Munhakdongne, 2001) ISBN 978-89-8281-358-0
- Ist das Liebe, Sŏnyŏng? (Sarangirani Sŏnyŏng-a, Chakka chŏngsin, 2003) ISBN 978-89-7288-197-1

### Übersetzungen ins Deutsche
- Freundin vom Ende der Welt (OSTASIEN Verlag, 2020) ISBN 978-3-946114-58-1
- Ich bin ein Phantomschriftsteller (OSTASIEN Verlag, 2014) ISBN 978-3-940527-75-2
- Falscher Herzen Rat (Hefte für Ostasiatische Literatur, 47, 2009) ISBN 978-3-89129-986-9

## Auszeichnungen
- 1994: Chakka-segye-Literaturpreis
- 2001: Tongsŏ-Literaturpreis
- 2003: Tong-in-Literaturpreis
- 2005: Taesan-Literaturpreis in der Kategorie Prosaliteratur
- 2005: Preis des Ministeriums für Kultur und Tourismus für junge Künstler (Kategorie Literatur)
- 2007: Hwang Sun-won-Literaturpreis
- 2009: Yi-Sang-Literaturpreis
- 2013: EBS-Radio-Literaturpreis, 2. Platz